# O Tigre Branco
The White Tiger (bra/pt: O Tigre Branco) é um filme de drama de 2021 escrito e dirigido por Ramin Bahrani. O filme é estrelado por Adarsh Gourav (em seu primeiro papel principal), Priyanka Chopra e Rajkummar Rao. O filme foi produzido por Mukul Deora e Ramin Bahrani e produzido executivo por Chopra, Prem Akkaraju e Ava DuVernay. É uma adaptação do romance homônimo de Aravind Adiga de 2008, a história é sobre Balram, que vem de uma aldeia pobre na Índia e usa sua inteligência e astúcia para escapar da pobreza.
Adiga publicou seu livro e decidiu adaptá-lo para o cinema no final de 2010, com os direitos vendidos ao produtor Mukul Deora, mas o filme demorou alguns anos para ser feito. Bahrani foi escolhido para dirigir a adaptação e estava ansioso para fazê-lo, tendo lido os primeiros rascunhos do romance antes mesmo de sua publicação. Filmado extensivamente em Delhi de outubro a dezembro de 2019, The White Tiger estreou em Las Vegas em 6 de janeiro de 2021, e foi exibido em cinemas limitados nos Estados Unidos em 13 de janeiro. Foi lançado globalmente por meio da plataforma de streaming Netflix em 22 de janeiro de 2021. The White Tiger recebeu críticas positivas da crítica que elogiou sua direção, roteiro e as atuações do elenco. No 93º Oscar, o filme foi indicado para Melhor Roteiro Adaptado.

## Enredo
Em 2010, o empresário Balram Halwai envia um e-mail ao primeiro-ministro chinês, Wen Jiabao, solicitando uma reunião e relatando sua história de vida. Ele afirma acreditar que a subclasse indiana está presa em um estado perpétuo de servidão, como as galinhas em um galinheiro.
Quando menino em Laxmangarh, Balram recebeu uma oferta de bolsa de estudos em uma escola em Delhi por causa de seus acadêmicos avançados. Dizem que ele é um " tigre branco", alguém que nasce apenas uma vez a cada século. No entanto, quando seu pai não consegue pagar o proprietário da vila 'a Cegonha', Balram é forçado por sua avó a trabalhar na barraca de chá da vila, e ele nunca mais volta à escola. O pai de Balram morre de tuberculose, sem médico para tratá-lo.
Quando jovem, Balram aspira a se tornar o motorista do filho de Stork, Ashok, que voltou dos Estados Unidos com sua esposa Pinky, criada em Jackson Heights. Balram faz com que sua avó patrocine suas aulas de direção, com a promessa de compartilhar seu salário de motorista. Balram é contratado como o segundo motorista da família Stork, mas também recebe tarefas servis para completar e é maltratado de outra forma. Balram é mantido leal pela ameaça de ele e toda sua família serem assassinados se ele conduzir uma traição.
Ashok e Pinky planejam se mudar para Delhi, onde Ashok subornará políticos indianos para que sua família evite pagar impostos. Balram, querendo dirigir para eles em Delhi, expõe o segredo do motorista principal da família: ele é muçulmano. Depois que o motorista principal é demitido (devido ao preconceito estereotipado da família contra os muçulmanos), Balram se junta ao casal em Delhi. Em contraste com outros membros de sua família, Ashok e Pinky geralmente tratam Balram com respeito e eventualmente se tornam mais próximos dele, embora ainda o vejam como um servo.
Em Delhi, no aniversário de Pinky, ela e Ashok ficam bêbados e forçam Balram a deixar Pinky dirigir, o que resulta em ela acidentalmente bater e matar uma criança. A família Stork força Balram a assinar uma confissão endossada por sua avó. No final das contas, ninguém é acusado, mas Balram fica abalado e não tem dúvidas de que está completamente disponível para a família Cegonha.
Pinky deixa Ashok para retornar a Nova York, deixando Balram para apoiá-lo emocionalmente. Balram percebe que o serviço leal a Ashok não era garantia de uma vida confortável, uma vez que seus serviços não eram mais necessários. Balram começa a fraudar Ashok com faturas falsas, enquanto ganha dinheiro vendendo a gasolina do carro e usando o carro como um táxi sem licença.
Balram encontra uma série de contratempos. Ele irrita a família Stork quando doa os trocos a um mendigo. A avó de Balram inesperadamente envia um de seus sobrinhos mais novos para morar com ele a fim de aprender como se tornar um motorista. Balram também descobre que sua avó está seguindo seus planos de casá-lo contra sua vontade. Enquanto isso, Ashok se prepara para pagar um suborno particularmente alto, ao mesmo tempo em que trata da substituição iminente de Balram por um novo motorista.
Balram tem uma epifania sobre como escapar da servidão como o "tigre branco". Para obter o dinheiro do suborno, Balram mata Ashok com uma garrafa de uísque quebrada e foge da cidade com seu sobrinho e o dinheiro. Um mandado de prisão é emitido para Balram, mas ele foge da captura.
Balram leva seu sobrinho com ele para Bangalore, então uma bolha para grandes empresas de TI. Ele usa uma parte do dinheiro roubado para subornar a polícia e eliminar os provedores de serviço de táxi por falta de licenças. Balram abre sua própria empresa de táxi, tornando-se ele próprio rico. Ele trata seus motoristas como empregados e não como servos. Ele assume responsabilidade pessoal e financeira por quaisquer incidentes causados por eles, mesmo empregando o irmão de uma criança morta em um acidente causado por um motorista da empresa. Ele patrocina a educação de seu sobrinho, embora reconheça que sua família restante pode ter sido morta pelos homens da Cegonha em retribuição.
Feliz por escapar da servidão, Balram revela no final do filme que mudou seu nome para Ashok Sharma.

## Elenco
- Adarsh Gourav como Balram Halwai / "Ashok Sharma"
- Rajkummar Rao como Ashok Shah, mestre de Balram
- Priyanka Chopra Jonas como Pinky Shah, esposa de Ashok
- Mahesh Manjrekar como A Cegonha, o pai de Ashok
- Vijay Maurya como Mukesh "The Mongoose" Shah, irmão mais velho de Ashok
- Kamlesh Gill como Granny Kusum, avó de Balram
- Swaroop Sampat como o Grande Socialista
- Tawhid Rike Zaman como amigo de Balram
- Vedant Sinha como Dharam, sobrinho de Balram
- Nalneesh Neel como Homem Vitiligo

## Produção

### Origem
O produtor Mukul Deora comprou os direitos da adaptação do romance de 2008 do escritor indiano Aravind Adiga , The White Tiger, que é sobre "uma jornada extraordinária de um homem que se fez sozinho, de trabalhador de uma casa de chá em uma vila a empresário de sucesso em um cidade grande". No entanto, como não houve diretores escolhidos por Deora, Adiga escolheu seu amigo de faculdade e diretor Ramin Bahrani para dirigir o filme. Bahrani leu os rascunhos do romance anos antes de ser publicado, com Deora declarando "Ele está muito dedicado a adaptá-lo para um filme". Bahrani acrescentou "É uma história épica que exigiu muito financiamento, dinheiro e recursos para ser feita na Índia, o que não foi tão fácil quando o romance foi lançado". Ele inicialmente vendeu os direitos de distribuição para a Netflix, pois Bahrani afirmou que "ela tinha um apetite por histórias globais, por vozes que não são normalmente representadas atrás de uma câmera ou na frente da câmera".
Quando Priyanka Chopra folheou o Twitter, ela viu uma manchete que uma adaptação cinematográfica do romance estava em andamento. Ela ligou para seu agente sobre o filme para oferecer sua colaboração. Assim, Chopra atuou como uma das produtoras executivas do filme, sob sua bandeira Purple Pebble Pictures, ao lado de Prem Akkaraju, Ava DuVernay e Ken Kamins.

(O livro) teve um efeito profundo em mim. Isso me deixou desconfortável e me fez pensar sobre uma parte do mundo para a qual nós meio que nos dessensibilizamos. Quando li o livro, fiquei fascinado com a perspectiva da narrativa. O retrato da história de ambição crua e até onde se vai para atingir seus objetivos é fascinante. Priyanka Chopra, sobre co-produzir o filme (em uma entrevista com The Indian Express)

### Roteiro
Embora Bahrani tenha adicionado e deletado algumas sequências e adaptado o personagem para a tela, a história permanece fiel ao romance. Ele afirmou: “O mais difícil foi cortar as coisas, já que adoro o livro. Mas quando coloquei tudo no roteiro, chegaram a 200 páginas! Aravind me deu uma riqueza de ouro e cortá-lo simplesmente não é fácil.”  Inicialmente, considerou atualizar a história (ambientada em 2005) para um cenário mais recente, antes de abandonar a ideia, por se tratar de um filme de época. Ao fazer o roteiro, Baharani afirmou: "Uma das maiores mudanças hoje é aquela coisa em suas mãos, o supercomputador. No mundo de hoje, Balram não estaria escrevendo e-mails, ele provavelmente estaria fazendo vídeos ou Instagram. Esta é apenas a segunda vez na minha vida que adapto um livro e quero mantê-lo."

### Escolha do elenco
Bahrani rejeitou algumas estrelas estabelecidas para o papel de Balram: “Tive a oportunidade de conversar com muitos atores, estrelas que você deve conhecer, estrelas de Bollywood que são todos incríveis. Mas a certa altura, enquanto estava na Índia, senti que o ator principal deveria ser da Índia e de preferência desconhecido. Eu simplesmente senti que combinava com o personagem e a história de um azarão." Rajkummar Rao também foi selecionado para desempenhar um papel de destaque no filme, junto com Priyanka Chopra, apesar de servir como co-produtor. Antes das filmagens, Bahrani passou meses na Índia, em ônibus locais, visitando os lugares sobre os quais Adiga havia escrito e conhecendo muitas pessoas, antes de finalmente conhecer Adarsh Gourav. Gourav se preparou para seu papel morando anonimamente em um vilarejo remoto em Jharkhand e trabalhando 12 horas por dia lavando pratos.

Eu não queria ver um ator rico e bem-sucedido fazendo o papel daquele oprimido da classe baixa que fará uma loucura no filme. E o Adarsh (Gourav) simplesmente me surpreendeu na audição... Ele tem um grande sorriso vencedor, ele é muito charmoso e você gosta dele imediatamente. Mas se você não prestar atenção e olhar para ele de novo, ele tem um laser em você e você não sabe o que ele pode fazer - e eu precisava dessa dualidade. Ramin Bahrani, em chamar o Adarsh Gourav, como o protagonista principal do filme da adaptação do livro (em uma entrevista com RadioTimes)

### Filmagens
Tanto Rajkummar quanto Chopra se prepararam para as sequências, com os atores iniciando a sessão de leitura do roteiro, antes do início das filmagens. A filmagem principal do filme começou em outubro de 2019, com o elenco e a equipe técnica presentes para a filmagem, exceto Chopra, devido ao seu envolvimento na promoção de The Sky Is Pink (2019). Chopra se juntou aos sets de filmagem do filme em Delhi, em 2 de novembro de 2019. enquanto filmava para a série, Priyanka postou sua foto no Instagram, com uma legenda dizendo que "é muito difícil filmar aqui", citando as condições climáticas e a poluição do ar prevalecentes na cidade. The White Tiger, foi filmado principalmente em Delhi, servindo como a locação principal. As filmagens do filme foram encerradas em 15 de dezembro de 2019.

## Trilha sonora
Partitura original The White Tiger ' é composta por Danny Bensi e Saunder Jurrians. Seu álbum de trilha sonora apresenta compilações reutilizadas de várias canções de artistas independentes, que variam em diferentes cronogramas. Duas das canções "Akh Lar Gayee" e "O Murari Re", foram utilizadas como montagens (canções que acompanham o enredo). O filme traz uma música promocional "Jungle Mantra", que descreve a vida do personagem de Balram (Adarsh Gourav). Interpretada por Divine, junto com os rappers americanos Vince Staples, Pusha T e Jawadista, a canção foi lançada em 15 de janeiro de 2021.

A trilha sonora produzida por Bensi e Jurrians, para o filme, traz temas e sons de inspiração indiana. Em sua crítica para a Republic World, Anushka Pathania afirmou: "a música composta por Danny Bensi e Saunder Jurriaans tocando ao fundo cativa com sucesso o espectador e transmite lindamente as emoções dos personagens em cada cena". Rohan Naahar do Hindustan Times elogiou o álbum da trilha sonora, afirmando que "O filme é movido por uma trilha sonora de hip-hop enérgica e uma energia frenética".
| N.º            | Título               | Duração |  |
| 1.             | "Mundian To Bach Ke" |         |  |
| 2.             | "Akh Lar Gayee"      |         |  |
| 3.             | "Get It Poppin"      |         |  |
| 4.             | "Feel Good Inc."     |         |  |
| 5.             | "O Murari Re"        |         |  |
| 6.             | "Teri Baaton Mein"   |         |  |
| 7.             | "Mundian To Bach Ke" |         |  |
| 8.             | "Jungle Mantra"      |         |  |
| Duração total: | Duração total:       | 30:42   |  |

## Lançamento
Um programa de imprensa para The White Tiger foi estreado em Las Vegas em 6 de janeiro de 2021, e foi lançado em cinemas limitados nos Estados Unidos em 13 de janeiro de 2021. Em seguida, foi lançado digitalmente globalmente por meio da Netflix em 22 de janeiro de 2021. A Netflix informou que 27 milhões de famílias assistiram ao filme no primeiro mês e apareceu no Top 10 da plataforma em 64 países diferentes.
Um processo foi movido contra os fabricantes pelo produtor John Hart, citando violação de direitos autorais. O produtor afirmou que um contrato de leilão literário foi firmado entre ele e o autor do livro Aravind Adiga em março de 2009 e que ele precisava torná-lo um filme digno de um Oscar para ser lançado em Hollywood, que não se concretizou. Seu apelo foi rejeitado pelo Supremo Tribunal de Delhi, pois ele não tinha provas para abordar o tribunal menos de 24 horas após sua liberação.

## Recepção
No agregador de críticas Rotten Tomatoes, o filme tem uma classificação de aprovação de 91% com base em 164 resenhas, com uma classificação média de 7,5 / 10. O consenso dos críticos do site diz: "Bem atuado e lindamente feito, The White Tiger destila os pontos fortes de seu material original em um drama terrivelmente atraente." No Metacritic, ele tem uma pontuação média ponderada de 76 de 100, com base em 39 críticos, indicando "avaliações geralmente favoráveis".
Joe Morgenstern do The Wall Street Journal chamou o filme de "engraçado e feroz" e o descreveu como "um épico picante abençoado com sagacidade de florete, diálogo casualmente deslumbrante, cinematografia deslumbrante e, no centro de tudo, uma estrela sensacional que se transformou em [...] Adarsh Gourav ". Avaliando o filme com 3,5 estrelas em 4, Michael Phillips do Chicago Tribune chamou o filme de uma "adaptação propulsiva", escrevendo "O elenco traz uma vantagem e uma direção para a narrativa, enquanto o cineasta Paolo Carrera captura tanto a coragem da vida real quanto a glamour sonhador e aspiracional da educação nada sentimental de Balram." David Rooney, do The Hollywood Reporter, escreveu "Um mergulho profundo no abismo que separa a classe serva dos ricos na Índia contemporânea, o drama observa a corrupção nos níveis mais altos e mais baixos com sua história de inocência perdida e mesas viradas. Se houver simplesmente muitos incidentes romances na expansão dickensiana do longa filme, as performances magnéticas dos três protagonistas e as surpreendentes reviravoltas da história o manterão absorvido." The Times, Kevin Maher avaliado o filme em 4 de 5 estrelas, observando o filme como 'um tonto, tonto, táxi para o lado escuro' e elogiou Chopra Jonas' performance, chamando-a de "impressionante".
Richard Lawson, da Vanity Fair, elogiou a atuação e a direção e roteiro de Bahrani, dizendo que o filme dá vida ao famoso romance. Em sua avaliação de 4 de 5 estrelas, Robbie Collin do The Telegraph escreveu "um relógio vigoroso e propulsivo, impulsionado por uma edição rápida e uma trilha sonora movida pelo hip-hop que enfatiza que ainda há muita diversão quando se trata de temas pesados de desigualdade e a geopolítica está sendo enfrentada. " Bilge Ebiri da revista New York chamou o filme de "uma Brutal e Poderosa História de Ambição, Classe e Corrupção" que "atravessa fronteiras e continentes, e [...] corta a alma também". Peter Bradshaw do The Guardian deu ao filme 4 estrelas de 5, descrevendo-o como uma "sátira de submissão e poder digna de Balzac" e escreveu "Bahrani [se adapta e] também dirige com uma energia incrível de narrativa". Clarisse Loughrey do The Independent opinou que o filme era uma "sátira sombria, mas estimulante do capitalismo". Peter Travers, da ABC News, elogiou a atuação "em todo o pitch perfeito" e a direção de Bahrani, escrevendo "Ramin Bahrani o mantém na ponta de seu assento." Owen Gleiberman, da Variety, opinou que o filme é "um estudo irônico da psicologia da servidão", elogiando as atuações de Chopra Jonas e Gourav a quem chamou de "maravilhosas".
David Ehrlich do IndieWire deu ao filme um "B", chamando-o de "thriller cômico sombrio" e um "corretivo brutal" para Slumdog Millionaire (2008). K. Austin Collins, da Rolling Stone, deu ao filme 3 de 5 estrelas, escrevendo que o filme era um drama capaz, atraente e atual, mas sofreu "por nos dar uma configuração que é mais rica do que o seguinte". O crítico elogiou as atuações de Gourav como "despretensiosas, mas perfeitas", e ele sentiu que Rao e Chopra Jonas também tiveram atuações igualmente dignas. Em uma crítica mista, A. O. Scott do The New York Times considerou o filme "um conto farpado da pobreza à riqueza" e escreveu "O enredo é animado e os cenários capturados vividamente por Bahrani e o diretor de fotografia, Paolo Carnera, mas os personagens não ganham vida. Eles não estão presos por papéis sociais prescritos tanto quanto pelo design programático da narrativa, que insiste que está mostrando as coisas como realmente são. Se não fosse tão insistente, poderia ser mais convincente. " Jesse Hassenger do The AV Club criticou o filme por apenas "atingir os principais temas e cenas sem encontrar um tom independente", ao mesmo tempo em que acrescentou que a narração abertamente explicando repetidamente tira as rédeas da atuação de Gourav. Baradwaj Rangan do Film Companion escreveu "Like in 99 Homes, Bahrani dirige com um olho na propulsão narrativa ao invés de sutileza - mas o arco psicológico de Balram é emocionante, e o filme é compulsivamente assistível."

## Prêmios e indicações
| Prêmio                              | Data de cerimônia   | Categoria                               | Destinatário(s) | Resultado | Ref.   |
| ----------------------------------- | ------------------- | --------------------------------------- | --------------- | --------- | ------ |
| Prêmios AACTA                       | 7 de março de 2021  | Melhor Ator Principal - Internacional   | Adarsh Gourav   | Indicado  | [ 56 ] |
| Prêmios da Academia                 | 25 de abril de 2021 | Melhor Roteiro Adaptado                 | Ramin Bahrani   | Indicado  | [ 57 ] |
| Festival de Cinema Mundial Asiático | 20 de março de 2021 | Estrela em ascensão do leopardo da neve | Adarsh Gourav   | Venceu    | [ 58 ] |
| British Academy Film Awards         | 11 de abril de 2021 | Melhor Ator em um Papel Principal       | Adarsh Gourav   | Indicado  | [ 59 ] |
| British Academy Film Awards         | 11 de abril de 2021 | Melhor Roteiro Adaptado                 | Ramin Bahrani   | Indicado  | [ 59 ] |
| Independent Spirit Awards           | 22 de abril de 2021 | Melhor Lead Masculino                   | Adarsh Gourav   | Indicado  | [ 60 ] |
| Prêmio Writers Guild of America     | 21 de março de 2021 | Melhor Roteiro Adaptado                 | Ramin Bahrani   | Indicado  | [ 61 ] |